# 莫尔塔
莫尔塔（Morta，约1252年由赫乌姆诺主教施洗，约1263年逝世）是立陶宛大公夫人（1253年为止）和后来的立陶宛王后（1253年-1262年）。她的生平至今几乎无人知晓；甚至她基督教化前的名字也不知道。能够查出她的出身和出生地的唯一线索仅在1219年立陶宛诸公爵和加利西亚-沃里希连签署的条约的正文中稍有提及。其中称明道加斯杀害了很多布拉伊奇艾家族成员，其中包括维斯曼塔斯，他的妻子被明道加斯据为己有。由此人们普遍假设莫尔塔是维斯曼塔斯的妻子。现代立陶宛历史学家埃德维尔达斯·古达维丘斯根据地名，定下布拉伊奇艾家族最可能来自希奥利艾地区的结论。根据这一证据和假说，希奥利艾居民称这座城市为莫尔塔的故乡。
明道加斯不只有一个妻子这一点为人所知。也许，莫尔塔是他的第二位妻子，因为当明道加斯长子瓦伊什维尔卡斯已成长为能够参与国际政局的成年人时，莫尔塔的两个孩子还很年幼，仍需父母照料。她死后，明道加斯霸占她的妹妹，道曼塔斯的妻子。众所周知，她的两个孩子与明道加斯在1263年遭刺杀。

## 家族
文献资料提供的关于莫尔塔的家族的信息微乎其微，她到底有多少孩子也不是非常清楚。编年史只在1261年提到她的两个孩子雷普利斯和格尔斯图卡斯。1263年，也有两个孩子鲁克利斯和鲁佩基斯与明道加斯一样遇刺。这是唯一可利用的信息，至于莫尔塔到底是有2个孩子，只是中世纪抄写员出错，还是她就有4个孩子，在史学界中争论不一。